# Astochia sodalis
Astochia sodalis là một loài ruồi trong họ Asilidae. Astochia sodalis được Wulp miêu tả năm 1899. Loài này phân bố ở vùng Cổ Bắc giới và châu Á.